# Steel Ball Run
Steel Ball Run és la setena part de JoJo's Bizarre Adventure.
Iniciat en el Shônen Jump en 2004, però arran d'un canvi editorial a la direcció (per ser massa violent i d'adults pel públic actual de la revista), ara es publica des d'abril del 2005 a la revista Ultra Jump.
Durant aquest canvi de publicació és que ha adquirit oficialment el subtítol de Part VII, passant a formar part llavors de la saga de JoJo's Bizarre Adventure.

## Argument
Finals del segle xix. Steel Ball Run.
Aquest és el nom d'una cursa de cavalls. Que se celebrarà als EUA des de San Diego a Nova York, que representa més de 6000 km d'anada pels nostres corredors. Però la recompensa és alta: 50 000 000 $. Els participants procedeixen de tots els llocs del món: Anglaterra, Egipte, Mongòlia...
Un jove joquei a la recerca de la glòria, un negre fill d'esclaus tractant de comprar una finca, o un jove indi que vol recuperar la seva terra davant dels invasors blancs, etc. Cadascun té la seva motivació per aquesta cursa.
Però el principal protagonista, dit Gyro Zeppeli, sembla tindre misteriosa raó. Armat de misterioses esferes d'acer, promet ser un dur adversari.
La seva mera presència vindrà a donar sabor a la vida del jove discapacitat Johnny Joestar. Impressionat per aquest personatge fora del comú, troba la força per deixar la seva cadira de rodes i travessa els seus primers passos cap a la vida adulta.